# Konstantinos Stamu
Konstantinos Emmanuíl Stamu (en griego: Κωνσταντίνος Εμμανουήλ Στάμου; 10 de julio de 2003) es un deportista griego que compite en natación, especialista en el estilo libre. Ganó una medalla de bronce en el Campeonato Europeo de Natación de 2024, en la prueba de 4 × 200 m libre.

## Palmarés internacional
| Campeonato Europeo | Campeonato Europeo | Campeonato Europeo | Campeonato Europeo |
| Año                | Lugar              | Medalla            | Prueba             |
| ------------------ | ------------------ | ------------------ | ------------------ |
| 2024               | Belgrado (Serbia)  | Medalla de bronce  | 4 × 200 m libre    |